# حامدالملک شیرازی
حامدالملک شیرازی فعال مشروطه و عضو انجمن باغ میکده بود.

## زندگی
میرزا احمد حامدالملک شیرازی، از نوادگان ملا محمدعلی زنجانی (رهبر بابیان در قیام بابیان زنجان) بود. وی همچنین نسبت دامادی با میرزا نورالله (پسر صبح ازل)داشت.
برای دیدار با صبح ازل به قبرس رفته بود.
وی سرانجام، از تکاپوگران بابی ضد قاجار بوده و در میان اعضای انجمن باغ میرزا سلیمان خان میکده جای گرفت.
در میان اعضای این انجمن، بابیان برجسته ای چون شیخ محمدمهدی شریف کاشانی، ملک المتکلمین، سید جمال واعظ، سید محمدرضا مساوات، سید اسدالله خرقانی، شیخ مهدی بحرالعلوم کرمانی، ابوالحسن میرزا قاجار - آقا میرزا محسن (برادر صدرالعلما) - سلیمان خان میکده - یحیی دولت‌آبادی - محمدعلی‌خان نصرةالسلطان - جهانگیرخان صوراسرافیل، میرزا عباس علی خان شوکت، حامدالملک شیرازی، میرزا محمود شیرازی، حاج میرزا علی محمد دولت‌آبادی و … حضور داشتند. برخی ار ایشان در میان منسوبان نسبی و سببی صبح ازل قرار داشتند و برخی نیز در گذشته، به قبرس رفته و با پیشوای شان دیدار کرده‌اند.